# La colina (película de 1965)
La colina es una película británica de 1965, en blanco y negro, dirigida por Sidney Lumet, protagonizada por Sean Connery, Harry Andrews, Ian Bannen, Ossie Davis, Ian Hendry, Alfred Lynch y Michael Redgrave.
Fue ganadora del Premio BAFTA a la mejor fotografía (Oswald Morris), del Premio del Festival de Cannes al mejor guion
(Ray Rigby) y de varios premios y nominaciones más.

## Argumento[2]
La acción tiene lugar en una prisión militar británica en Libia (aunque el rodaje tuvo lugar en las dunas de Cabo de Gata, en Almería), durante la Segunda Guerra Mundial. La colina en cuestión es utilizada como correctivo y castigo: ordenan a los soldados subirla y bajarla repetidas veces –como la piedra de Sísifo–, con la rígida e inflexible condición del estamento militar, esa que no admite las réplicas ni los cuestionamientos, sino la aceptación de las órdenes, aunque se consideren inconsistentes, o aunque incluso vayan a conducir inevitablemente a la muerte a los soldados (subordinados). Por eso, el principal objetivo de vejación será Roberts (Sean Connery), porque realizó el más infame sacrilegio para la rígida mentalidad militar: no solo se negó a cumplir la orden requerida, porque pensaba que conduciría inevitablemente a la muerte de los soldados, sino que incluso golpeó a su superior. Se negó a cumplir su ‘papel’, su función, en la jerarquía. Por eso, ya degradado de su rango de sargento mayor, es uno de los cinco hombres que llegan a este campo de concentración (los otros por desertar, robar, comerciar o meterse en broncas) como nuevos prisioneros.

## Elenco[3]
- Sean Connery, como Joe Roberts
- Harry Andrews, como el sargento mayor Bert Wilson
- Ian Bannen, como el sargento Charlie Harris
- Alfred Lynch como George Stevens
- Ossie Davis, como Jacko King
- Roy Kinnear, como Monty Bartlett
- Jack Watson, como Jock McGrath
- Ian Henry, como el sargento Williams
- Sir Michael Redgrave, como el oficial médico
- Norman Bird, como el comandante
- Neil McCarthy, como Burton
- Howard Goorney, como Walters
- Tony Caunter, como Martin

## Producción
Con exteriores rodados en España (Málaga y Almería), el director de fotografía fue el británico Oswald Morris.
Rodada en blanco y negro, The Hill es una película típica de Sidney Lumet en dos aspectos: el primero de ellos, sin ningún género de dudas, la pretensión habitual del director en lograr que lo que vemos en pantalla sea muy natural y muy realista, a veces rozando el naturalismo, con imágenes en primer plano del sudor en la piel de los protagonistas o de insectos posados en el rostro. Ello lo consiguen Lumet y Morris gracias a un estilo de iluminación muy moderno para la época. 
El segundo aspecto que hace que el film sea típico de Lumet es la puesta en escena, muy controlada, que sigue la senda de 12 Angry Men. Modificando de forma continua los ángulos y la altura de la cámara, Lumet consigue que cada línea de diálogo, cada frase o incluso cada expresión o cada mirada de sus actores consiga el efecto exacto que pretende el director, incluyendo el fuerte histrionismo de la parte final de la proyección, en la cual el éxito de Lumet como cineasta queda más que patente.

## Premios
BAFTA
- Mejor fotografía británica en blanco y negro (Oswald Morris). Ganador.
- Mejor película (Kenneth Hyman). Nominado.
- Mejor película británica (Kenneth Hyman). Nominado.
- Mejor actor británico (Harry Andrews). Nominado.
- Mejor guion británico (Ray Rgby). Nominado.
- Mejor dirección artística británica (Herbert Smith). Nominado.

Festival de Cannes
- Mejor guion (Ray Rigby). Ganador.

National Board of Review
- Mejor actor de reparto (Harry Andrews). Ganador.

Writers' Guild of Great Britain
- Mejor guion dramático británico (Ray Rigby). Ganador.